# Wulfred
Wulfred (fallecido el 24 de marzo de 832) fue un Arzobispo de Canterbury en Inglaterra medieval. No sabemos nada de su vida anterior a 803, cuándo asiste a un concilio eclesiástico, pero era probablemente un noble de Middlesex. Fue elegido arzobispo en 805 y pasó su tiempo en el cargo reformando al clero de la catedral. Se enfrentó también a dos reyes mercianos, Coenwulf y Ceolwulf– acerca de si religiosos o seglares debían controlar monasterios. En un punto, Wulfred viajó a Roma para consultar con el papado y fue destituido de su cargo durante varios años por ello. Tras la muerte de Coenwulf, las relaciones mejoraron ligeramente con Ceolwulf, pero no se restaurarían totalmente hasta la deposición de este último. La disputa sobre el control de los monasterios no fue plenamente resuelta hasta 838, tras la muerte de Wulfred. Wulfred fue el primer arzobispo en acuñar monedas con su retrato..